# إفروبوس
إوروبوس (Ευρωπός) هي مدينة في كيلكيس في مقاطعة فوريا إلادا في اليونان.
يبلغ عدد سكانها حوالي 2256 نسمة.